# Обращённый цикл Брайтона
Обращённый цикл Брайтона (ОЦБ) (также известный как Цикл Брайтона с изменённой очерёдностью термодинамических процессов) является одной из разновидностей обычного цикла Брайтона, но с турбиной, расположенной сразу на входе в систему. 

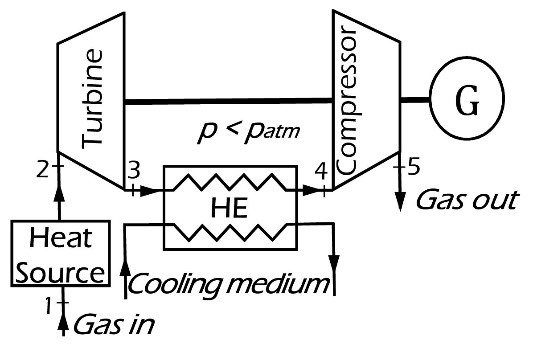
Рисунок 1. Схема базовой конфигурации Обращённого цикла Брайтона
(1–2) – нагрев рабочего тела; (2–3) – расширение в турбине; (3–4) –охлаждение; (4–5) –сжатие в компрессоре; (5) – выход рабочего тела в атмосферу

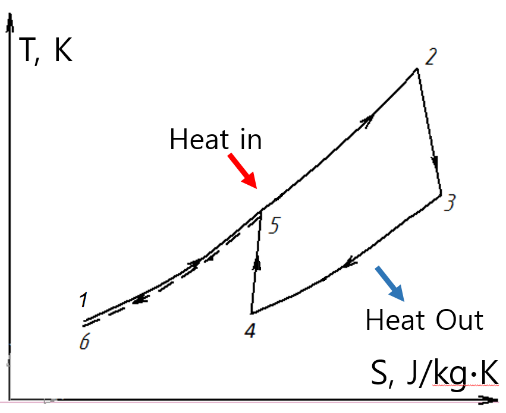
Рисунок 2. T-s диаграмма Обращённого цикла Брайтона
(1–2) – нагрев рабочего тела; (2–3) – расширение в турбине; (3–4) –охлаждение; (4–5) –сжатие в компрессоре; (5) – выход рабочего тела в атмосферу

## Принцип действия
Поступающий воздух может быть нагрет в камере сгорания, в теплообменнике или система может напрямую получать горячий выхлопной газ от двигателя или какого-либо технологического процесса. Нагретый одним из этих способов, газ расширяется в турбине от давления близкого к атмосферному до давления ниже атмосферного после турбины, создаваемого компрессором, расположенным дальше в газоходе. Газ должен охлаждаться в теплообменнике между турбиной и компрессором, чтобы обеспечить разницу в работе, получаемой в турбине, и работе, необходимой компрессору для поддержания давления ниже атмосферного после турбины. После компрессора газ выпускается в атмосферу с давлением, близким к атмосферному. В качестве альтернативы газ можно снова охладить после компрессора, так как он получает некоторое количество тепла в процессе сжатия. Тепло, полученное в теплообменниках между турбиной и компрессором и после компрессора, можно использовать для отопления, обеспечивая когенерационный режим работы системы. Принципиальная схема ОЦБ и T-s диаграмма представлены на рисунках 1 и 2.